# العباس بن عمرو الغنوي
العَبَّاس بنُ عَمرُو الغَنَوي (توفي 917) قائد عسكري ووال في الدولة العباسية. من المعروف أنه هُزم وألقي القبض عليه من قبل القرامطة في عام 900.

## السيرة الذاتية
ولد العباس على الأرجح في حي ديار مضر من الجزيرة الفراتية. انضم في ركب المهنة العسكرية في خدمة العباسيين وشارك للمرة الأولى في حملة عسكرية ضد القبائل العربية الجامحة في العراق. في العام التالي تم تعيينه من قبل الخليفة المعتضد بالله حاكما للبحرين واليمامة ومواجهة القرامطة بقيادة أبو سعيد الجنابي. منذ سيطرة القرامطة على البحرين بما في ذلك القطيف فقد قام العباس بتجميع جيشه من الجنود النظاميين والمقاتلين البدو والمتطوعين قبل المغادرة من البصرة.
بعد فترة وجيزة من مغادرتهم التقى العباس وجيشه القرامطة واشتبكوا معهم في معركة. في اليوم الأول وصل القتال لطريق مسدود ولكن في المساء تخلى البدو والمتطوعين عن الحملة وعادوا إلى البصرة. في صباح اليوم التالي استأنف الجيشين القتال ولكن اضطر العباس وجنوده السبعمائة للاستسلام. في اليوم التالي للمعركة أمر أبو سعيد الجنود الأسرى بإعدامهم. لم يتم إعدام العباس وأفرج عنه في نهاية المطاف مع تعليمات بتحذير المعتضد بالله من العبث مع القرامطة. عاد إلى العراق وكوفئ من قبل المعتضد بالله لجهوده.
وبعد حملته الفاشلة بقي العباس في الخدمة العسكرية وفي عام 902 كان في فارس يخدم تحت إمرة بدر المعتضدي القائد العام للقوات المسلحة للجيش. عندما استبعد بدر من قيادة الجيش بتولي أبو أحمد علي المكتفي بالله سدة الخلافة فإن العباس أحد القادة العديدين الذين امتثلوا لأمر الخليفة للتخلي عن بدر والعودة إلى بغداد. أصبح فيما بعد حاكما لمدينة قم وكاشان من 908 إلى 909 ثم أصبح ضمن الحملة العسكرية التي قادها مؤنس الكاظم للدفاع عن مصر ضد الفاطميين من 914 إلى 915. كانت آخر مشاركة كحاكم لديار مضر وتوفي هناك في 917. خلفه في الحكم واصف بن البوكتاميري بعد وفاته.